# Зеленовский сельский совет (Чутовский район)
Зеленовский сельский совет (укр. Зеленківська сільська рада) — входит в состав
Чутовского района
Полтавской области
Украины.
Административный центр сельского совета находится в 
с. Зеленковка.

## Населённые пункты совета
- с. Зеленковка
- с. Смородщина
- с. Тойбик
- с. Юнаки